# Arnaldo Alberti
Arnaldo Alberti (Verona, 1866 – Verona, 1896) è stato uno scrittore italiano.
Esordì come scrittore con Memorie di un volontario, in cui raccoglieva le sue riflessioni durante la sua esperienza militare, con particolare riguardo verso i caratteri e l'indole delle persone che lo circondavano, delle quali era osservatore attento. Nel 1893 pubblicò il romanzo Perdizione e nel 1895 il Racconto al chiaro di luna, la sua opera più riuscita, incentrata sulla disperazione amorosa di un giovane che rinuncia alla donna amata pentendosene a posteriori. Dopo la sua improvvisa morte, i suoi amici, ed in particolar modo Renato Simoni, pubblicarono Scritti sparsi ed inediti, raccolta di bozzetti, riflessioni, racconti prodotti dal 1890 al 1896.